# Probleem van Waring
Het probleem van Waring is een probleem binnen de getaltheorie bedacht door Edward Waring. Hij vroeg zich af of er voor ieder positief geheel getal {\displaystyle k} een geheel getal {\displaystyle s} is, zodat ieder natuurlijk getal te schrijven is als som van {\displaystyle s} {\displaystyle k}-de machten. Zo is ieder getal te schrijven als som van 4 kwadraten, 9 derde-machten of 19 vierde-machten. 

## Het getal g(k)
Voor ieder getal {\displaystyle k} is {\displaystyle g(k)} gedefinieerd als het kleinst mogelijke getal {\displaystyle s}s met de bovengenoemde eigenschap. De vier-kwadratenstelling van Lagrange zegt dat ieder getal kan worden geschreven als de som van vier kwadraten. Drie kwadraten is niet mogelijk aangezien 7 = 4+1+1+1. Zo heeft 23 negen derde-machten nodig: 23 = 8+8+1+1+1+1+1+1+1.
Euler veronderstelde dat {\displaystyle g(k)=2^{k}+[(3/2)^{k}]-2}, waarin {\displaystyle [x]} het gehele deel van {\displaystyle x} is (zie entierfunctie). Tegenwoordig is {\displaystyle g(k)} voor de meeste getallen {\displaystyle k} bekend:
{\displaystyle g(k)={\begin{cases}2^{k}+[({\tfrac {3}{2}})^{k}]-2&{\mbox{als  }}2^{k}({\tfrac {3}{2}})^{k}+[({\tfrac {3}{2}})^{k}]\leq 2^{k}\\2^{k}+[({\tfrac {3}{2}})^{k}]+[({\tfrac {4}{3}})^{k}]-2&{\mbox{als  }}2^{k}({\tfrac {3}{2}})^{k}+[({\tfrac {3}{2}})^{k}]>2^{k}{\mbox{en }}[({\tfrac {4}{3}})^{k}][({\tfrac {3}{2}})^{k}]+[({\tfrac {4}{3}})^{k}]+[({\tfrac {3}{2}})^{k}]=2^{k}\\2^{k}+[({\tfrac {3}{2}})^{k}]+[({\tfrac {4}{3}})^{k}]-3&{\mbox{als  }}2^{k}({\tfrac {3}{2}})^{k}+[({\tfrac {3}{2}})^{k}]>2^{k}{\mbox{en }}[({\tfrac {4}{3}})^{k}][({\tfrac {3}{2}})^{k}]+[({\tfrac {4}{3}})^{k}]+[({\tfrac {3}{2}})^{k}]>2^{k}\end{cases}}}

## Het getal G(k)
Belangrijker nog dan {\displaystyle g(k)} is het getal {\displaystyle G(k)}. Dit is het getal zodat ieder voldoende groot getal kan worden geschreven als som van {\displaystyle s} {\displaystyle k}-de machten. Dit wil zeggen dat er een getal {\displaystyle q} is zodat ieder getal groter dan {\displaystyle q} zo kan worden geschreven.

### Ondergrens voor G(k)
Het getal {\displaystyle G(k)} is groter dan of gelijk aan:
- {\displaystyle 2^{r+2}} als {\displaystyle k=2^{r}} met {\displaystyle r\geq 2} of {\displaystyle k=3\cdot 2^{r}};
- {\displaystyle p^{r+1}} als {\displaystyle p} een priemgetal groter dan 2 is en {\displaystyle k=p^{r}(p-1)};
- {\displaystyle {\tfrac {1}{2}}(p^{r+1}-1)} als {\displaystyle p} een priemgetal groter dan 2 is en {\displaystyle k={\tfrac {1}{2}}p^{r}(p-1)};
- {\displaystyle k+1} voor alle getallen {\displaystyle k>1}.

### Bovengrens voor G(k)
De volgende bovengrenzen zijn bekend voor {\displaystyle G(k)}:
```

  

    

      

        
k

      

    

    
{\displaystyle k}

  

         3   5   6   7   8   9  10  11  12  13  14   15   16   17   18   19   20

  

    

      

        
G

        
(

        
k

        
)

        
≤

      

    

    
{\displaystyle G(k)\leq }

  

    7  17  21  33  42  50  59  67  76  84  92  100  109  117  125  134  142
```